# Dardos

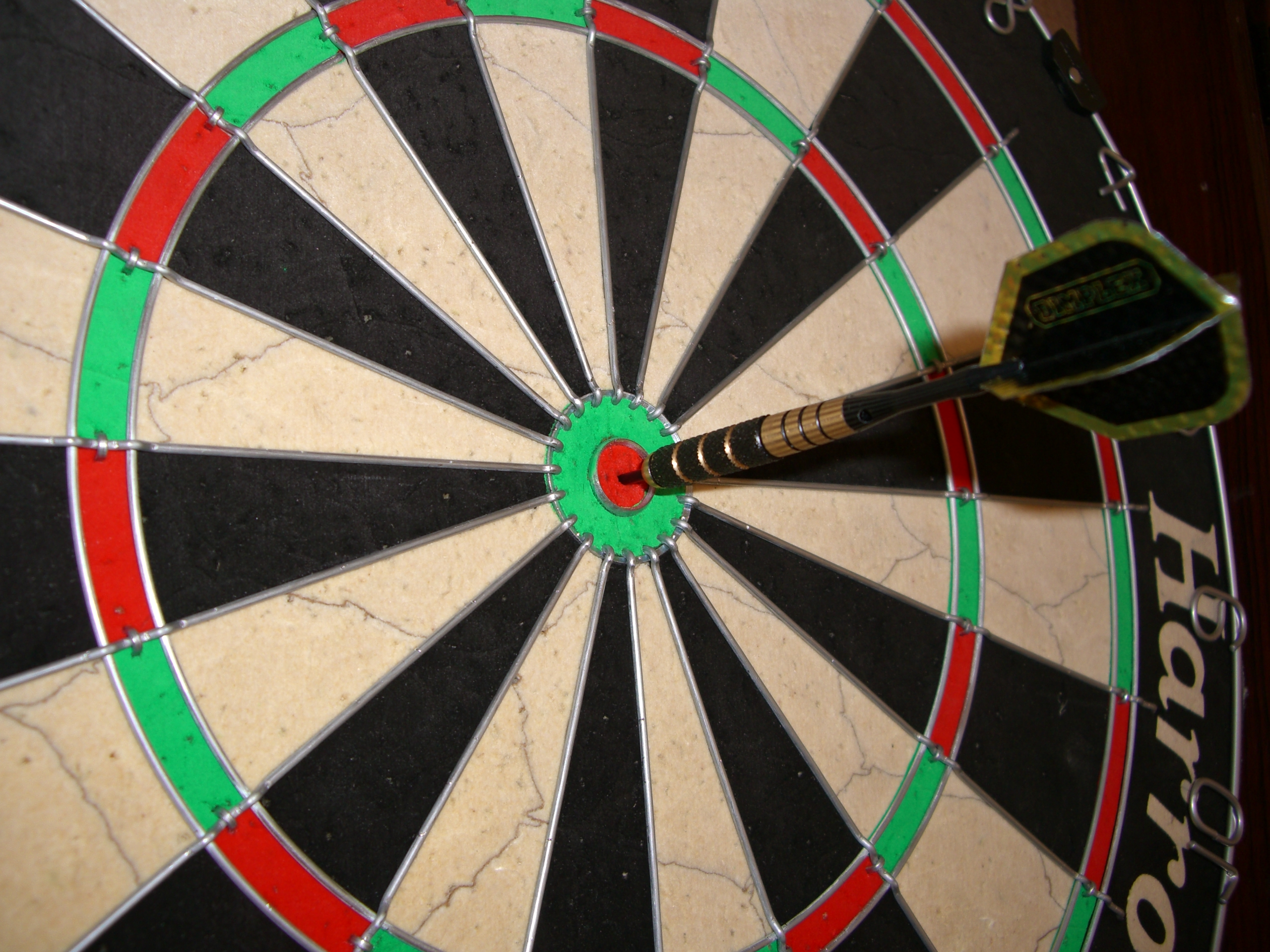
Dardo en diana.

Los dardos son un juego que se practica individualmente o por equipos, y que consiste en lanzar tres dardos alternativamente cada jugador a una diana hasta completar una puntuación determinada o alcanzar unos sectores determinados una serie de veces también determinada, según la variante del juego 
Los puntos se consiguen haciendo blanco en zonas específicas del tablero, aunque a diferencia de deportes como el tiro con arco, estas zonas están distribuidas por todo el tablero y no siguen el principio de que los puntos aumentan hacia la diana del tablero. Aunque existen varios juegos similares que utilizan diversos tableros y reglas, el término "dardos" suele referirse ahora a un juego estandarizado que implica un diseño de tablero y un conjunto de reglas específicas.
Los dardos son tanto un deporte profesional como un juego de bar tradicional. Los dardos se juegan habitualmente en el Reino Unido y en Irlanda, y en todo el mundo de forma recreativa.

## Historia
La primera vez que se mencionan los dardos en los libros de historia fue en 1314. Entre batalla y batalla los soldados, aburridos, se ocupaban en otros menesteres, uno de los cuales era competir entre ellos lanzando astillas u otros materiales punzantes a las tapas de los barriles de vino. Posteriormente utilizaron la sección de un tronco de árbol colgado entre unas ramas. Los mismos círculos concéntricos de la madera servían para definir las diferentes puntuaciones. Durante mucho tiempo le consideraron como un deporte practicado por los militares. Era muy apreciado ya que mantenía la puntería de los soldados, entrenando el lanzamiento de armas ligeras contra el enemigo.

### Tablero

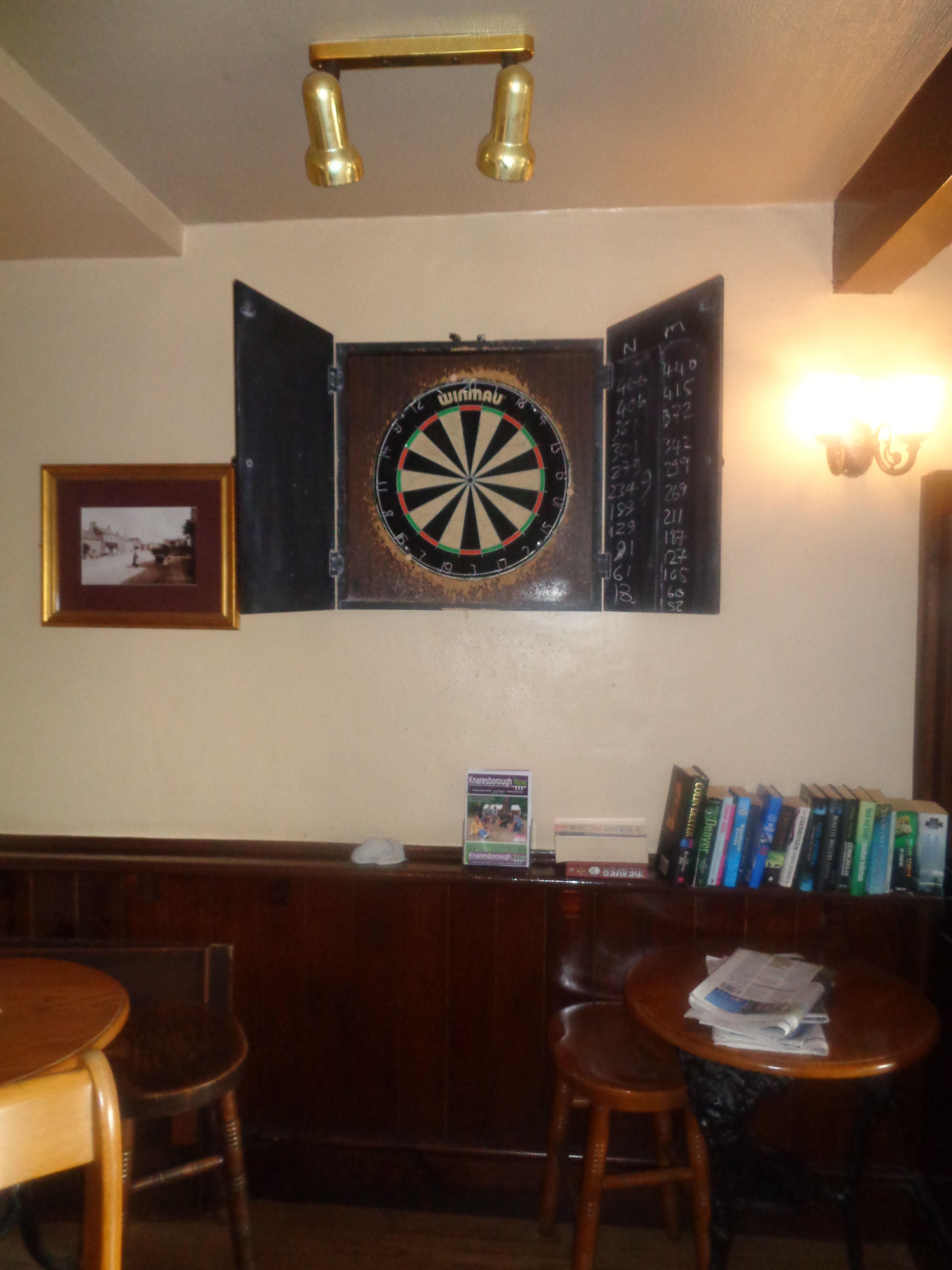
'Tablero de dobles' en un pub de North Yorkshire, Inglaterra. Los tableros de dobles son comunes en el norte de Inglaterra.

Es probable que la diana original del juego fuera una sección del tronco de un árbol, cuya forma circular y anillos concéntricos dieron lugar al patrón de diana estándar que se utiliza hoy en día.  Un nombre más antiguo para una diana es "butt"; la palabra proviene del francés but, que significa "diana" o "meta".
El sistema estándar de puntos numerados se atribuye al carpintero de Lancashire Brian Gamlin, que lo ideó en 1896 para penalizar la imprecisión,  aunque esto es discutido. Se han utilizado muchas configuraciones, que varían según la época y el lugar. En particular, los tableros de Yorkshire y Manchester Log End difieren del tablero estándar en que no tienen triple, sólo doble y diana.  El tablero Manchester es más pequeño que el estándar, con un área de juego de sólo 25 cm (9,8 plg) de ancho, con áreas dobles y de diana que miden sólo 4 mm (0,2 plg).  El tablero London Fives es otra variación, con sólo 12 segmentos iguales, siendo los dobles y triples de un cuarto de pulgada (6,35 mm) de ancho.
Matemáticamente, eliminando la simetría rotacional colocando el "20" en la parte superior, hay 19 factorial, o 121.645.100.408.832.000 dianas posibles. Muchas disposiciones diferentes penalizarían a un jugador más que la configuración actual; sin embargo, la configuración actual en realidad hace el trabajo de manera bastante eficiente. Se han publicado varios trabajos matemáticos que consideran la diana "óptima".
Antes de la Primera Guerra Mundial, los pubs del Reino Unido tenían dianas hechas con bloques de madera maciza, normalmente de olmo. Pero los dardos agujereaban la superficie del olmo de tal manera que era habitual que se formara un agujero alrededor de la veintena de agudos. El otro problema era que la madera de olmo necesitaba un remojo periódico para mantener la madera blanda.
En 1935, el químico Ted Leggatt y el dueño de un pub, Frank Dabbs, empezaron a utilizar la century, un tipo de agave, para fabricar dianas.  Se ataron pequeños haces de fibras de sisal de la misma longitud. A continuación, se comprimían en forma de disco y se ataban con un anillo metálico. Esta nueva diana tuvo un éxito inmediato. Era más duradera y requería poco mantenimiento.  Además, los dardos apenas dañaban la diana, ya que simplemente partían las fibras empaquetadas cuando entraban en ella.

## Tipos de dardos

### De punta de acero
Estos dardos a menudo están hechos con la punta de tungsteno, son una elección popular debido a su durabilidad y delgadez. Al elegir los mejores dardos, considera el peso, el agarre y la calidad en relación con tu estilo de juego y presupuesto. Se utilizan para jugar en la diana tradicional, también llamada diana de pelo, que antiguamente estaba fabricada con pelo de camello y que en la actualidad son de sisal prensado. Su peso varía desde los 18 g hasta los 28 g. 

### De plástico o electrónicos
Son dardos más ligeros que los anteriores, apropiados para dianas electrónicas. El motivo de que sean más ligeros es para evitar un excesivo desgaste de la diana. Los más comunes suelen pesar entre 16 y 18 gramos, aunque hay algunos, poco utilizados, que pueden pesar menos. Se diferencian por llevar la punta de plástico.

### De cerbatana
Otra modalidad de dardos son los dardos con cerbatana. En este caso, la distancia a la diana es mayor y los dardos son muy pequeños (del orden de 2 centímetros).

## La diana

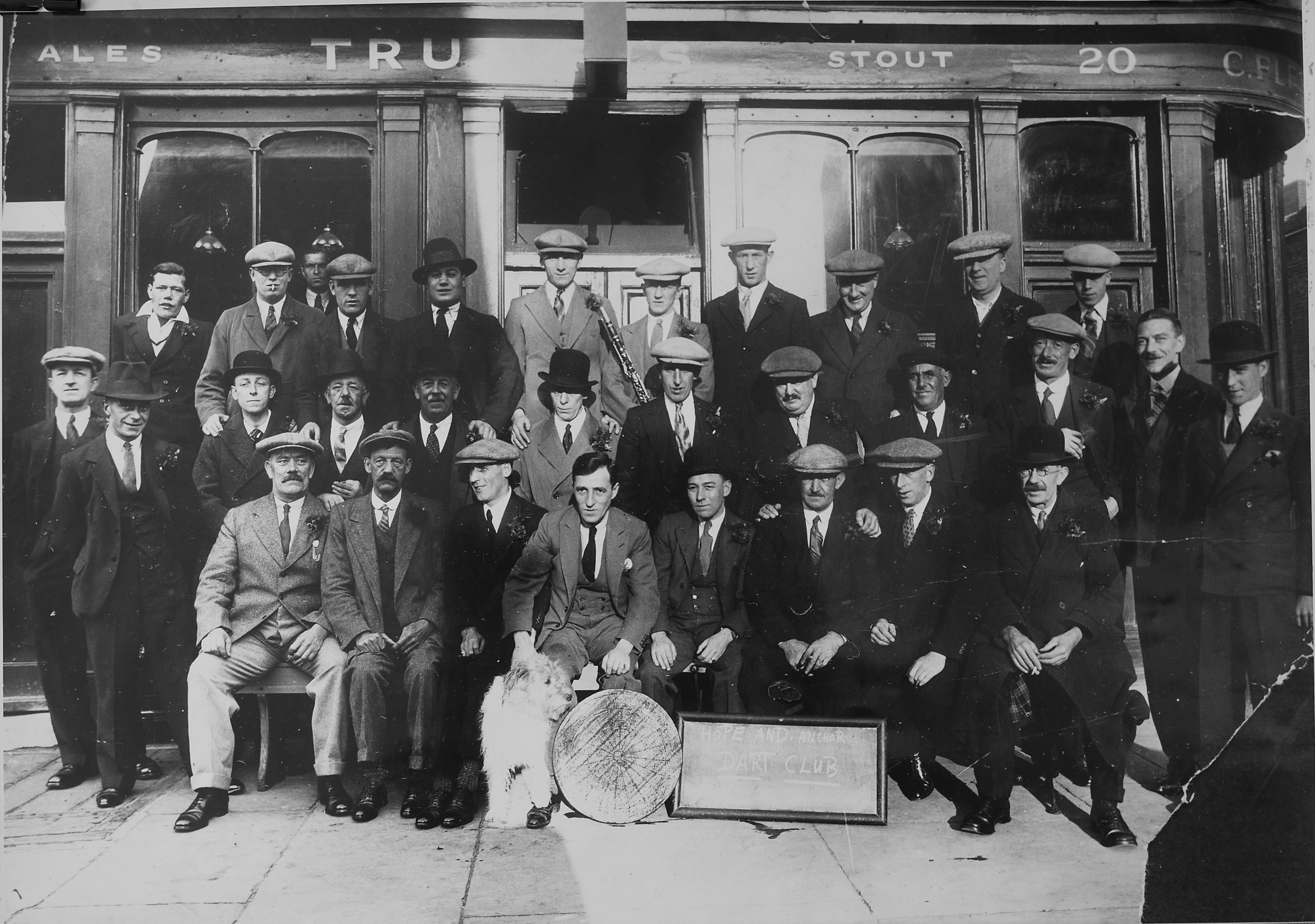
"Club de dardos Hope and Anchor", 20 Waterloo Street (actualmente Macbeth Street), Hammersmith, London, UK. c. 1925..

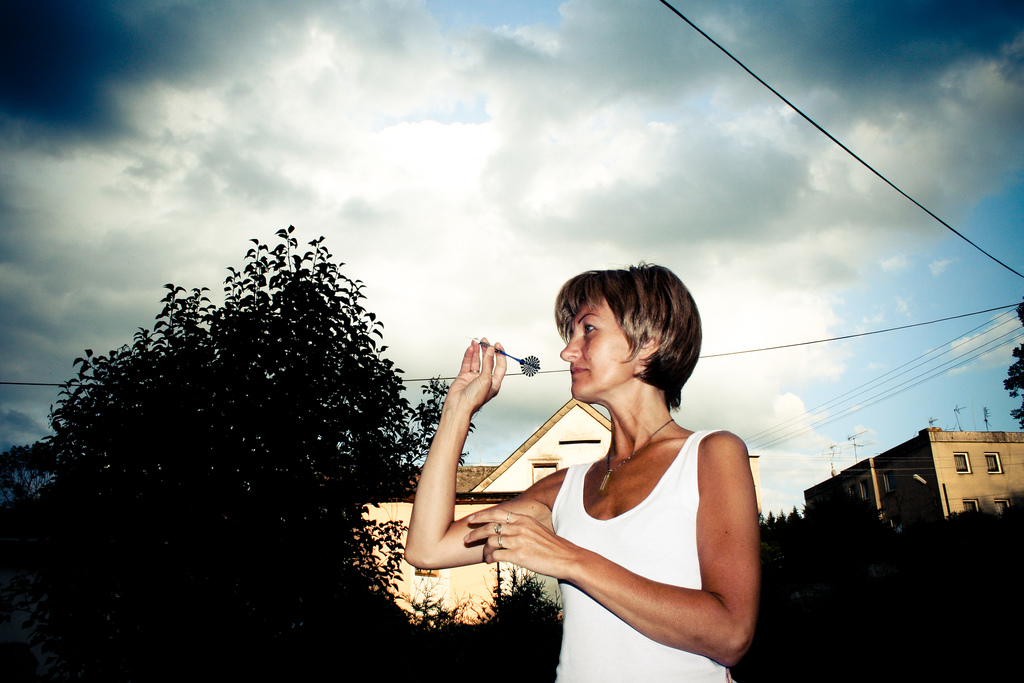
Jugando con dardos.

La diana moderna del juego de los dardos, con su peculiar distribución numérica, fue creada en Gran Bretaña a finales del siglo XIX o principios del XX. No hay una evidencia definitiva de quién fue su creador, aunque los dos candidatos más probables son Brian Gamblin, un carpintero de Lancashire, y Thomas Buckle, un artesano de Yorkshire.
Según la Autoridad de Regulación de Dardos, una diana de regulación tiene 451 mm (17,8 plg) de diámetro con una tolerancia de +-3 milímetros y está dividida en 20 secciones radiales. Cada sección se separa con alambre metálico o una fina banda de chapa. En competición, el centro de la diana (centro del bull's eye) debe ser colocado a 173 centímetros de altura.
La distribución de los números sobre el tablero obedece a la intención de minimizar el efecto del azar en el juego, premiando la puntería y castigando los fallos. Para ello, los números de mayor valor aparecen flanqueados por los número de menor valor, de modo que los pequeños errores son muy penalizados.
Hasta la década de 1930, las dianas se fabricaban con maderas blandas (sobre todo olmo y álamo), que tenían el inconveniente de que su superficie se dañaba con el uso repetido de dardos. En 1930, el dueño de un pub de Kent, Frank Dabbs, se unió al químico industrial Edward Leggat, para desarrollar unos tableros de fibras comprimidas, que requerían menor mantenimiento y tenían mayor durabilidad. Los nuevos tableros fueron un éxito y rápidamente reemplazaron a los viejos tableros de madera.
La línea de lanzamiento se colocará en el suelo a 237 centímetros de distancia de la vertical del centro de la diana, formando una diagonal de 293 centímetros con el centro de la diana.

## Variantes del juego más comunes

### 301, 501, 701, etc.
Juego de dardos en el que cada jugador tiene que partir de una de estas puntuaciones, elegida al comienzo por ambos contrincantes, y deben llegar hasta cero justo, restando de esta puntuación, la puntuación conseguida con los tres dardos en cada tirada. Reglas: Para iniciar la partida (in) y llegar a cero o "cerrar" (out), en la partida, existen variantes o formas de hacerlo: comenzando o cerrando en sector sencillo.

### Cricket
Uno de los juegos de dardos más populares, consiste en "cerrar" una serie de seis números más la diana acertándoles tres veces con los dardos a cada uno. Los números con los que se juega más frecuentemente son el 20, 19, 18, 17, 16 y 15, más la diana (bull). Además de este mismo juego existen multitud de variantes, según se aumente la dificultad, eligiendo opciones como por ejemplo llevar además una puntuación, a favor (cricket "normal") o en contra (cricket cut throat o a degüello), o no llevarla (no score), que condicionará que se pueda ganar la partida una vez cerrados los siete números. Además existen otras variantes, como "wild cricket" (la diana elige los números que puntuarán), "crazy cricket" (los números a los que tirar, a menos que se cierren, cambian en cada ronda), "wild and crazy cricket" (combinación de los dos anteriores), y "pick it cricket" (los jugadores eligen los números a los que tirar con los números a los que acierten en el calentamiento o con la mano).

### High Score
Variante del juego que consiste en alcanzar la máxima puntuación posible en un número limitado de tiradas que normalmente son siete. Por otro lado en las competencias profesionales de este deporte los participantes tratan de reducir el número de puntos que les dan al iniciar el juego hasta que uno de ellos llegue a cero.

### Contabilización
El objetivo de este juego consiste en ser el primer jugador en alcanzar el total de puntos especificado, el cual se selecciona antes de empezar a jugar. Cada jugador intenta conseguir tantos puntos como le sea posible en cada ronda, contando los dobles y triples dos o tres veces el valor numérico del segmento correspondiente.

### Round the Clock (Alrededor del Reloj)
Cada jugador intenta puntuar en cada número del 1 al 20 y en el centro de la diana en orden. Cada jugador puede lanzar tres dardos por turno. En caso de alcanzar el número deseado, dicho jugador deberá intentar acertar el siguiente número de la secuencia. El primer jugador que alcance la diana será el ganador. Existen algunas variantes de este mismo juego en las cuales el objetivo es el segmento de puntuación doble o triple.

### Killer (Asesino)
Este juego le mostrará quiénes son realmente sus amigos. El juego puede jugarse con un mínimo de dos jugadores, pero la diversión y la dificultad aumenta con el número de jugadores. Al comenzar, cada jugador deberá seleccionar su número lanzando un dardo a la zona de objetivo. El número que obtiene cada jugador será el número que tendrá asignado durante todo el juego y dos jugadores no podrán tener el mismo número.
La acción comenzará una vez que cada jugador tenga un número asignado. El primer objetivo de cada jugador consistirá en establecerse a sí mismo como un "asesino" alcanzando el segmento doble de su número. Una vez haya alcanzado su doble, será un "asesino" durante el resto del juego. A partir de entonces su objetivo consistirá en "matar" a sus adversarios alcanzando el segmento de su número hasta que pierdan todas sus "vidas". El ganador será el último jugador al que le quede alguna vida. Con frecuencia los jugadores se "unen" y persiguen al mejor jugador hasta que consiguen echarlo del juego.

### Francesa
Esta variante del juego de dardos se puede realizar con un mínimo de dos jugadores, o en parejas de ser muchos los participantes, dejando claro el orden de los lanzamientos desde el principio de la partida. El juego consiste en ir retrocediendo del número 20 al 14, cada número se pasa luego de tres clavadas en el mismo número  y culminando la partida con tres clavadas en el centro de la diana, en este juego se deben de marcar 3 veces lo conocido como dobles y triples durante la partida en cualquiera de los números que este activo en el momento. para terminar la partida se cierra con tres centros tomando el valor de la zona verde como un punto y el bulleye o rojo como un doble punto. si al llegar al centro no se han completado los 3 dobles o los 3 triples, estos se deberán lanzar luego de cerrar los centros en la partida, indicando antes de cada lanzamiento si se impactara en el doble o en el triple, así como al número al que se hará el lanzamiento. El ganador será el jugador que logre completar primero el cierre de los números 20-14, 3 centros, 3 dobles y 3 triples, en el orden indicado anteriormente o en la variante mencionada. De iniciar la partida con más de dos jugadores el orden del segundo, tercer y demás lugares se definirán conforme a la menor cantidad de puntos que les faltasen a cada jugador para completar la partida. Este  conteo se realizara sumando los puntos faltantes para terminar la partida y tendrá de último lugar el jugador que con más puntos termine la partida. para la sumatoria de puntos, todos los números faltantes  constaran  de tres puntos  a menos que ya cuenten con algún avance por ejemplo: si el número 16 ya tiene un punto, a este número se le restaran solo 2 puntos, los dobles valdrán 2 puntos por cada doble faltante  y los triples 3 puntos por cada triple faltante, sin importar en que lugar se este en el momento del cierre, los centros valdrán lo mismo que los números un punto por cada centro. los triples y dobles son indiferentes para el resultado final. por ejemplo: si un jugador al momento de finalizar la partida, no pudo cerrar un doble y un triple, los puntos que le faltaron en la partida fueron "5" y con ello le ganaría a un jugador que quedara en el número 14 sin haber conectado ninguna vez sobre el número aun cuando este haya completado sus dobles y triples ya que la suma de sus puntos restantes sería de "6" (3 en el 14 y 3 centros) faltándole a este más puntos para terminar la partida, para el inicio de la nueva partida se respetara el orden dado por el conteo final. "en casa de empatar en puntos ganara quien en un tiro quede mas cerca del centro de la diana"

## Organismos en España
La Federación Española de Dardos, a día de hoy no está legalizada. En el año 1990, y tras realizar durante varios años Campeonatos como unión de Asociaciones, se empezó un trámite para legalizar los dardos que, a día de hoy no se ha finalizado. La F.E.D (como entidad) está asociada a un organismo Mundial de Dardos, La World Darts Federation (WDF), Los Campeones de diferentes modalidades en la F.E.D, representan a España en los Campeonatos del Mundo que se celebran a final de año, y que reúnen a jugadores de todo el Mundo. La mejor actuación de la historia, la obtuvo Enrique Forner en el año 1987, que quedó entre los 16 mejores. Además de esto, en algunas ocasiones representan a España en las competiciones Internacionales por Selecciones que organiza la WDF, como son la Europe Cup o World Cup.
A día de hoy, hay solo 2 Comunidades con el deporte de dardos legalizado, Cataluña y Baleares, esto es un gran obstáculo a la hora de legalizar este deporte, ya que es indispensable para poder registrar la F.E.D. en el Consejo Superior de Deportes.
Actualmente, y desde el 20 de septiembre de 2011, la Federación Catalana de Dards se ha incorporado como miembro de pleno derecho de la World Darts Federation (WDF), abriendo una puerta para que los deportistas puedan participar de forma legalizada en las competiciones internacionales.
Además de estos, hay diferentes Empresas que poseen sus propios campeonatos en lo que se refiere a Diana Electrónica, y que abarcan quizá a la mayoría de darderos del país: FEDE-Adreim, Bullshooter Diana Marketing, Bullshooter SL, American Darts Madrid (ADM), Adea-Vifico, K7 Kursaal, F.E.D. Electrónico, A.E.D, Virtual Darts, Walde, 2011Darts. Todas estas empresas, realizan Campeonatos a nivel periódico en distintas zonas, y en muchos casos ofrecen como premios representar a España en el extranjero, en diferentes ciudades europeas y norteamericanas en algunos casos.

## Jugadores españoles
En la actualidad existen tres jugadores en España disputando competiciones internacionales de alto nivel en el circuito PDC sus nombres son Carlos Rodríguez (en), número 67 del mundo, Cristo Reyes Torres (en), número 26 del mundo y Toni Alcinas (en), número 62, ambos han participado en campeonatos televisados, en repetidas ocasiones.
Carlos Rodríguez Sequera y Antonio Alcinas Estelrich representaron a España en la Copa Mundial de Dardos de la PDC de 2010 (en) donde derrotaron a Inglaterra (representado por los dos mejores jugadores del mundo James Wade (en) y Phil Taylor), España fue derrotada en semifinales por Holanda 4-0.